# 小行星3094
小行星3094（3094 Chukokkala）是一颗绕太阳运转的小行星，为主小行星带小行星。该小行星于1979年3月23日发现。
該小行星以蘇聯作家、文學評論家和翻譯家科爾涅伊·楚科夫斯基命名。

## 轨道参数
小行星3094的轨道半长轴为2.6474375 UA，离心率为0.073。